# 1864. évi Dán Hadjárat Emlékérme
Az 1864. évi Dán Hadjárat Emlékérme (németül: Erinnerungs-Medaille an den Feldzug 1864 gegen Dänemark) egy osztrák katonai kitüntetés volt, amelyet az 1864-ben vívott porosz–osztrák–dán háború résztvevőinek adományoztak. Az érem anyagát a zsákmányolt dán ágyúk anyagából nyerték. A kitüntetésnek létezett porosz változata is.

## Története
Az Osztrák Császárság Poroszország szövetségeseként vett részt a Dánia elleni, 1864. február 1. és október 30. között zajló háborúban. Az osztrák vezetés egy 27000 fős hadtestet (40 gyalogzászlóalj, 10 lovasszázad, 40 löveg), valamint a hadtengerészet egyes egységeit (mivel Poroszországnak ekkor még nem volt számottevő flottája) küldte a dánok ellen. Az osztrák szárazföldi erők parancsnoka báró Ludwig von Gablenz altábornagy volt.
A hadtestbe az alábbi magyarországi kiegészítésű alakulatok tartoztak:
- cs. kir. 6. (Coronini-Cronberg) sorgyalogezred, Újvidék
- cs. kir. 34. (I. Vilmos porosz király) sorgyalogezred, Kassa
- cs. kir. 72. (Ramming) sorgyalogezred, Pozsony
- cs. kir. 9. (Liechtenstein) huszárezred egy osztálya

Az osztrák erők három nagyobb összecsapásban vettek részt, február 3-án Oberselknél, 6-án Overseenél, és március 8-án Veljénél. Május 9-én Helgolandnál a Wilhelm von Tegetthoff sorhajókapitány vezette osztrák flottakötelék ütközött meg a dán hadihajókkal. A háború Dánia vereségével végződött. A két győztes uralkodó, I. Ferenc József császár és I. Vilmos porosz király 1864. november 10-én alapította meg a dániai hadjárat emlékérmét, amelyet minden résztvevő tiszt, katona és katonai tisztviselő megkapott. Rajtuk kívül azok a postai és távirdai tisztviselők is elnyerték, akiket szolgálattételre osztottak be a Dániába induló hadtesthez, valamint a cs. kir. 2. (Sándor cár) gyalogezred azon katonái akik a harcok ideje alatt Schleswigben teljesítettek szolgálatot. Az emlékérem megalapítását az uralkodó az 1864. november 11-én kelt 50. számú hadseregparancsban hirdette ki, amely tartalmazta a kitüntetés alapszabályait is.

## A kitüntetés leírása
1864 áprilisában a dánok kiürítették Fredericia városát. A települést körülvevő erődítményekben a bevonuló porosz és osztrák csapatok több, mint 200 használhatatlanná tett ágyút találtak, amiket a dánok nem tudtak elszállítani. A háború után az itt zsákmányolt ágyúk bronzát használták fel a győztesek az emlékérmek elkészítéséhez.
Az érem átmérője 29 mm. Előlapján a két uralkodó névjele látható, balról-jobbra I. Ferenc József és I. Vilmos (ezek a porosz változaton felcserélődnek). Hátoldalán az UNSER TAPFERN KRIEGERN 1864 (bátor harcosaink) felirat olvasható, babérkoszorúval övezve. Az érem peremébe az AUS EROBERTEM GESCHUETZ (zsákmányolt ágyúból) szöveget vésték. A kitüntetés szalagja 40 mm széles, fekete színű, a szegélyétől 2-2 mm-re 5 mm-es sávokkal, amely a bal oldalon fehér, jobb oldalon sárga színű. A szalag így a fekete-fehér porosz, és a sárga-fekete osztrák színeket adja ki. A poroszok a nem harcoló állomány számára ugyanilyen, de acélból készült érmet adtak ki, ezen értelem szerűen nem szerepelt peremirat. A későbbi években pótlásként vert bronz érmekről ugyancsak hiányzik az ágyúkra utaló felirat.

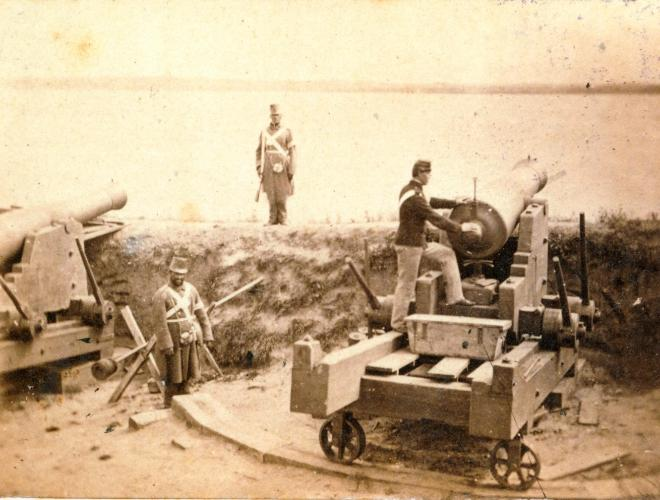
Osztrák katonák vizsgálják a fredericiai sáncokban elhagyott dán ágyúkat

Az érmet Friedrich Leisek tervezte. 

## További információk

Az 1864. évi Dán Hadjárat Emlékérmét jelölő piktogram a tiszti névkönyvekben

## A kitüntetést elnyert személyek
A lista nem teljes, azon nevezetesebb személyeket tartalmazza, akik megkapták az emlékérmet.
- Maximilian Daublebsky von Sterneck zu Ehrenstein báró, fregattkapitány
- komlós-keresztesi Fejérváry Géza, 1. osztályú századosként szolgált a cs. kir. 6. sorgyalogezredben
- Ludwig von Gablenz altábornagy, a Dániában harcoló osztrák hadtest parancsnoka
- galánthai Esterházy Alajos herceg, 2. osztályú alhadnagyként szolgált a cs. kir. 2. (Windischgrätz) dragonyosezredben
- karstenfelsi Pacor Vilmos, 1. osztályú alhadnagyként szolgált a cs. kir. 34. sorgyalogezredben
- Franz Schönaich, főhadnagyként szolgált a cs. kir. 49. sorgyalogezredben
- Hermann von Spaun báró, sorhajóhadnagyként szolgált a Juan de Austria páncélfregatton
- Wilhelm von Tegetthoff sorhajókapitány, a Schwarzenberg fregatt parancsnoka